# Elezioni regionali in Friuli-Venezia Giulia del 1988
Le elezioni regionali in Friuli Venezia Giulia del 1988 si sono svolte il 26 e 27 giugno 1988. Sono state le seste nella storia della regione.
Il regime elettorale previsto è un sistema proporzionale. La legge determina il numero dei consiglieri regionali in ragione di uno ogni 20.000 abitanti, o frazione superiore ai 10.000. Per tali elezioni il numero di consiglieri da eleggere è così fissato in 62.
Il primo partito è risultata la Democrazia Cristiana, col 37,18% dei voti, seguita dal Partito Socialista Italiano col 17,7% che ha preceduto per la prima volta il Partito Comunista Italiano, col 17,5% dei suffragi. Il Consiglio Regionale ha eletto, l'8 luglio 1988 la Giunta Regionale e rieletto Adriano Biasutti, della DC, come presidente della Regione. Il 20 settembre 1989 è stata eletta una nuova giunta, sempre guidata da Adriano Biasutti. Infine, il 14 gennaio 1992, è stata varata una terza giunta, guidata questa volta da Vinicio Turello, anch'egli democristiano.
Gli elettori chiamati al voto sono stati 1.041.324. Si sono recati al voto 877.452 cittadini, pari all'84,26% degli aventi diritto. Assieme al rinnovo del Consiglio regionale sono stati eletti anche i Consigli provinciali di Trieste e Gorizia, e quelli di 33 comuni, tra cui Trieste.

## Sistema elettorale

### Natura del sistema
Il sistema elettorale è stato in parte modificato con la legge regionale 11 aprile 1988, nr. 18 che però non ha effettuato cambiamenti in merito all'attribuzione dei seggi fra le liste.
Secondo l'art.1 della legge elettorale l'assegnazione dei seggi tra le liste concorrenti è effettuata in ragione proporzionale, mediante riparto nelle singole circoscrizioni in cui è diviso il territorio regionale, con recupero dei voti residui in sede regionale. Ogni elettore dispone di un voto di lista e può attribuire delle preferenze, due, se i Consiglieri regionali da eleggere sono fino a sei; di tre se i Consiglieri regionali da eleggere sono in numero da sette a quattordici; di quattro se i Consiglieri regionali da eleggere sono in numero da quindici in poi.
Viene applicato, in via generale, quanto disposto dal testo unico delle leggi per l'elezione della Camera dei deputati, approvato con decreto del Presidente della Repubblica 30 marzo 1957, n. 361.
Secondo l'art. 15 dello Statuto sono elettori del consiglio gli iscritti nelle liste elettorali dei Comuni della Regione (ovvero tutti i cittadini che abbiano compiuto 18 anni alla data delle elezioni), mentre sono eleggibili al consiglio regionale gli elettori che abbiano compiuto il 25º anno di età il giorno delle elezioni. L'ufficio di consigliere regionale è incompatibile con quello di membro di una delle Camere, di un altro Consiglio regionale, di un Consiglio provinciale, o di sindaco di un Comune con popolazione superiore a 10.000 abitanti. La legge prevede inoltre altri casi di inelegibilità e incadidabilità.
Gli artt. 38 e seguenti della legge elettorale stabiliscono le operazioni per la determinazione della ripartizione dei seggi fra le liste e fra i candidati. L'ufficio centrale circoscrizionale, dopo il controllo delle schede e la raccolta dei dati, procede a determinare la cifra elettorale di ogni lista. Divide il totale delle cifre elettorali di tutte le liste per il numero dei seggi assegnati alla circoscrizione più uno, ottenendo così il quoziente elettorale circoscrizionale: nell'effettuare la divisione, trascura l'eventuale parte frazionaria del quoziente. Attribuisce, quindi, ad ogni lista tanti seggi quante volte il quoziente elettorale risulti contenuto nella rispettiva cifra elettorale. I seggi che rimangono non assegnati vengono attribuiti al Collegio unico regionale. Se, con il quoziente calcolato come sopra, il numero dei seggi da attribuire alle varie liste superi quello dei seggi assegnati alla circoscrizione, le operazioni si ripetono con un nuovo quoziente ottenuto diminuendo di una unità il divisore. I seggi che rimangono non assegnati, vengono attribuiti al Collegio unico regionale. Tale Ufficio, inoltre, determina la cifra individuale di ogni candidato.

Le operazioni preliminari in una sezione elettorale di Trieste. In città si tennero, in contemporanea con le elezioni regionali, anche le provinciali e le comunali.

Successivamente l'Ufficio centrale regionale determina il numero dei seggi non attribuiti nelle circoscrizioni e, per ciascuna lista, il numero dei voti residuati. Successivamente procede alla somma dei predetti voti per tutte le liste aventi lo stesso contrassegno, che siano state presentate in almeno due circoscrizioni e che abbiano ottenuto non meno di 5.000 voti validi complessivi.
Divide la somma dei voti residuati di tutti i gruppi di liste per il numero dei seggi da attribuire; nell'effettuare la divisione, trascura l'eventuale parte frazionaria del quoziente. Il risultato costituisce il quoziente elettorale regionale. Divide, poi, la somma dei voti residuati di ogni gruppo di liste per tale quoziente; il risultato rappresenta il numero dei seggi da assegnare a ciascun gruppo. I seggi che rimangono ancora da attribuire sono rispettivamente assegnati ai gruppi per i quali queste ultime divisioni hanno dato maggiori resti e, in caso di parità di resti, a quei gruppi che abbiano avuto maggiori voti residuati; a parità di questi ultimi si procede a sorteggio. I seggi spettanti a ciascun gruppo di liste vengono attribuiti alle rispettive liste nelle singole circoscrizioni, seguendo la graduatoria decrescente dei voti residuati espressi in percentuale del relativo quoziente circoscrizionale. A tal fine si moltiplica per cento il numero dei voti residuati di ciascuna lista e si divide il prodotto per il quoziente circoscrizionale. Qualora in una circoscrizione fosse assegnato un seggio ad una lista i cui candidati fossero stati già tutti proclamati eletti dall'Ufficio centrale circoscrizionale, l'Ufficio centrale regionale attribuisce il seggio alla lista di un'altra circoscrizione proseguendo nella graduatoria anzidetta.

### Ripartizione in circoscrizioni
Il territorio della Regione è ripartito in circoscrizioni elettorali corrispondenti ai circondari soggetti alla giurisdizione dei tribunali. Le circoscrizioni di Trieste, Gorizia e Pordenone corrispondono al territorio delle relative provincie, mentre la provincia di Udine è ripartita in due circoscrizioni: Udine e Tolmezzo.

## Composizione degli schieramenti
Le elezioni hanno visto l'esordio per due formazioni ambientaliste: la Lista Verde, nata da un'alleanza tra i radicali e degli ecologisti, e i Verdi della Margherita, nati da una scissione all'interno del movimento dei Verdi.
Il Partito Socialista Democratico Italiano presenta tra i suoi candidati anche esponenti di Lista Civica, movimento dei Pensionati e della Lista Tricolore. Il Partito Repubblicano Italiano ha subito una scissione a sinistra di un gruppo di suoi esponenti che hanno dato vita a Giustizia & Libertà.

### Liste ammesse al voto
Le seguenti liste sono ammesse alla competizione elettorale:
- Democrazia Cristiana (DC)
- Democrazia Proletaria (DP)
- Giustizia & Libertà (non presente nella circoscrizione di Pordenone)
- Lista per Trieste (LpT)
- Lista Verde (LV)
- Movimento Indipendentista Triestino (MIT) (solo nella circoscrizione di Trieste)
- Movimento Friuli (MF)
- Movimento Sociale Italiano - Destra Nazionale (MSI-DN)
- Partito Comunista Italiano (PCI)
- Partito Liberale Italiano (PLI)
- Partito Repubblicano Italiano (PRI)
- Partito Socialista Democratico Italiano (PSDI)
- Partito Socialista Italiano (PSI)
- Slovenska Skupnost (SSk)
- Verdi della Margherita

## Numeri e costi delle elezioni

### Affluenza
Gli elettori chiamati al voto sono 1.041.324. Si sono recati al voto 877.452 elettori, con un'affluenza dell'84,26% contro l'88,65% delle regionali del 1983.
Il comune nel quale l'affluenza è stata più elevata è Chiopris-Viscone, col 95,7%, mentre il comune con l'affluenza più ridotta è stato Drenchia col 54%. Entrambi i comuni si trovano in provincia di Udine. Tra i capoluoghi di provincia quello che ha registrato l'affluenza più alta è stato Gorizia, ove si votava anche per il rinnovo del consiglio provinciale, col 90%, mentre quello con la più bassa partecipazione al voto è stato Trieste, dove si rinnovava il comune e la provincia, con l'82,1%.

### Schede bianche e nulle
Le schede bianche sono state 21.019 (pari al 2,40% dei voti espressi), le schede nulle sono state 32.857 (pari al 3,75%).

### Tabella Riepilogativa
I dati sull'affluenza sono qui riepilogati:
| Circoscrizione | Aventi diritto | Affluenza        | Voti validi      | Schede Bianche | Schede Nulle/Contestate |
| -------------- | -------------- | ---------------- | ---------------- | -------------- | ----------------------- |
| Trieste        | 234.450        | 194.082 (82,78%) | 181.981 (93,77%) | 6.040 (3,11%)  | 6.061 (3,12%)           |
| Gorizia        | 118.347        | 107.949 (91,21%) | 100.714 (93,30%) | 3.443 (3,19%)  | 3.792 (3,51%)           |
| Udine          | 372.063        | 315.182 (84,71%) | 296.143 (93,96%) | 5.859 (1,86%)  | 13.180 (4,18%)          |
| Tolmezzo       | 81.051         | 61.981 (76,47%)  | 58.294 (94,05%)  | 1.005 (1,62%)  | 2.682 (4,33%)           |
| Pordenone      | 235.413        | 198.258 (84,22%) | 186.444 (94,04%) | 4.672 (2,36%)  | 7.142 (3,60%)           |
| Totale         | 1.041.324      | 877.452 (84,26%) | 823.576 (93,86%) | 21.019 (2,40%) | 32.857 (3,74%)          |

## Risultati
I risultati in merito ai voti alle liste e la distribuzione dei seggi sono indicati nella seguente tabella:
| Liste  | Liste                                   | Voti    | %     | +/-   | Seggi | +/-     |
| ------ | --------------------------------------- | ------- | ----- | ----- | ----- | ------- |
|        | Democrazia Cristiana                    | 306 208 | 37,18 | 2,92  | 24    | 1       |
|        | Partito Socialista Italiano             | 145 892 | 17,71 | 6,40  | 12    | 5       |
|        | Partito Comunista Italiano              | 144 668 | 17,57 | 4,15  | 11    | 3       |
|        | Movimento Sociale Italiano              | 45 417  | 5,51  | 0,06  | 3     | Stabile |
|        | Partito Socialista Democratico Italiano | 32 780  | 3,98  | 1,71  | 2     | 1       |
|        | Lista Verde                             | 32 475  | 3,94  | Nuovo | 2     | Nuovo   |
|        | Lista per Trieste                       | 23 476  | 2,85  | 2,86  | 2     | 2       |
|        | Partito Repubblicano Italiano           | 21 264  | 2,58  | 2,11  | 1     | 2       |
|        | Verdi della Margherita                  | 17 571  | 2,13  | Nuovo | 1     | Nuovo   |
|        | Movimento Friuli                        | 14 144  | 1,72  | 2,61  | 1     | 1       |
|        | Partito Liberale Italiano               | 13 521  | 1,64  | 0,53  | 1     | Stabile |
|        | Democrazia Proletaria                   | 11 019  | 1,34  | 0,18  | 1     | Stabile |
|        | Slovenska Skupnost                      | 8 678   | 1,05  | 0,18  | 1     | Stabile |
|        | Giustizia & Libertà                     | 3 822   | 0,46  | Nuovo | -     | Nuovo   |
|        | Movimento Indipendentista Triestino     | 2 641   | 0,32  | 0,10  | -     | Stabile |
| Totale | Totale                                  | 823 576 | 100   |       | 62    |         |

## Analisi del voto

### Trend di voto
Il Partito Socialista Italiano ha conquistato oltre il 6% in più, mentre la Democrazia Cristiana ha aumentato i suoi suffragi di quasi il 3%. Di converso gli altri partiti dell'area di governo regionale hanno visto calare i propri voti, col Partito Repubblicano Italiano che perde oltre il 2%, il Partito Socialista Democratico Italiano l'1,7% e il Partito Liberale Italiano lo 0,53. A sinistra c'è il forte calo del Partito Comunista Italiano (meno 4,15%), superato come voti dal PSI. Anche le liste d'ispirazione regionale subiscono un forte ridimensionamento: la Lista per Trieste dimezza i voti, mentre fa anche peggio il Movimento Friuli che perde oltre il 2,61%.

### Analisi territoriale del voto
La Democrazia Cristiana ha ottenuto una percentuale attorno al 40% a Tolmezzo, e sul 41-42% a Udine e Pordenone, mentre è risultata più debole a Trieste e Gorizia. Di converso il Partito Comunista Italiano ha ottenuto a Gorizia, il 25%, e Trieste (il 17,7%) le percentuali migliori.
Il Partito Socialista Italiano ha superato il 23% a Tolmezzo, il 19% a Pordenone, mentre ha sfiorato tale percentuale a Udine. Il Partito Socialista Democratico Italiano ha ottenuto oltre il 6% a Tolmezzo, ottenendo poco più del 4% nelle altre circoscrizioni, ad eccezione di Trieste, dove è rimasto poco sopra il 2. Il Partito Repubblicano Italiano ha avuto una distribuzione dei voti abbastanza omogenea, mentre il Partito Liberale Italiano ha superato il 2% solo a Udine e Trieste.
A Trieste ha ottenuto il miglior risultato anche il Movimento Sociale Italiano, col 9,4%; la Lista Verde ha sfiorato il 6% nel goriziano, mentre l'altra lista di ambientalisti, i Verdi della Margherita, hanno superato il 2,5% nell'udinese.

#### Tabella riepilogativa
| Lista                                         | Voti e percentuali | Voti e percentuali | Voti e percentuali | Voti e percentuali | Voti e percentuali |
| --------------------------------------------- | ------------------ | ------------------ | ------------------ | ------------------ | ------------------ |
| Lista                                         | Trieste            | Gorizia            | Udine              | Tolmezzo           | Pordenone          |
| Democrazia Cristiana                          | 47.886 (26,31%)    | 34.340 (34,10%)    | 121.593 (41,06%)   | 22.919 (39,32%)    | 79.470 (42,62%)    |
| Partito Socialista Italiano                   | 27.540 (15,13%)    | 12.922 (12,83%)    | 55.361 (18,69%)    | 13.769 (23,62%)    | 36.300 (19,47%)    |
| Partito Comunista Italiano                    | 32.199 (17,69%)    | 25.263 (25,08%)    | 47.043 (15,89%)    | 7.727 (13,26%)     | 32.463 (17,40%)    |
| Movimento Sociale Italiano - Destra Nazionale | 17.103 (9,40%)     | 5.510 (5,47%)      | 12.353 (4,17%)     | 3.208 (5,50%)      | 7.243 (3,88%)      |
| Partito Socialista Democratico Italiano       | 3.756 (2,06%)      | 4.643 (4,61%)      | 13.132 (4,43%)     | 3.647 (6,26%)      | 7.602 (4,08%)      |
| Lista Verde                                   | 8.123 (4,46%)      | 5.795 (5,75%)      | 10.424 (3,52%)     | 1.991 (3,42%)      | 6.142 (3,29%)      |
| Lista per Trieste                             | 22.156 (12,17%)    | 396 (0,39%)        | 292 (0,10%)        | 52 (0,09%)         | 580 (0,31%)        |
| Partito Repubblicano Italiano                 | 4.339 (2,38%)      | 2.480 (2,46%)      | 8.612 (2,91%)      | 687 (1,18%)        | 5.146 (2,76%)      |
| Verdi della Margherita                        | 3.403 (1,87%)      | 1.865 (1,85%)      | 7.464 (2,52%)      | 935 (1,60%)        | 3.904 (2,09%)      |
| Movimento Friuli                              | 330 (0,18%)        | 805 (0,8%)         | 7.815 (2,64%)      | 2.126 (3,65%)      | 3.068 (1,65%)      |
| Partito Liberale Italiano                     | 4.013 (2,21%)      | 1.143 (1,13%)      | 6.031 (2,91%)      | 369 (0,63%)        | 1.965 (1,05%)      |
| Democrazia Proletaria                         | 1.906 (1,05%)      | 1.082 (1,07%)      | 4.822 (1,63%)      | 792 (1,36%)        | 2.417 (1,30%)      |
| Slovenska Skupnost                            | 5.538 (3,04%)      | 2.605 (2,59%)      | 295 (0,10%)        | 69 (0,12%)         | 171 (0,09%)        |
| Giustizia & Libertà                           | 1.048 (0,58%)      | 1.865 (1,85%)      | 906 (0,31%)        | 3 (0,01%)          | Non presente       |
| Movimento Indipendentista Triestino           | 2.641 (1,45%)      | Non presente       | Non presente       | Non presente       | Non presente       |

## Esito delle elezioni
A seguito di quanto previsto dagli art. 35 e 36 dello Statuto il Consiglio Regionale ha eletto, l'8 luglio 1988 la Giunta Regionale e rieletto Adriano Biasutti, della DC, come presidente della Regione. La giunta era composta da membri della DC, del PSI, del PSDI, del PRI, ed era sostenuta anche dalla Slovenska Skupnost e dal PLI. Il 20 luglio l'assemblea ha eletto come suo presidente Bruno Longo della DC, sostituito il 5 ottobre da Paolo Solimbergo (Partito Liberale Italiano), già presidente dall'ottobre 1985 al 1988.
Il 20 settembre 1989 è stata eletta una nuova giunta, sempre guidata da Adriano Biasutti, composta da assessori degli stessi partiti che sostenevano la sua prima giunta. La giunta era sostenuta, esternamente, anche da PLI, Slovenska Skupnost, Lista per Trieste e Verdi della Margherita. Il 10 aprile 1991 il socialista Nemo Gonano è stato eletto nuovo Presidente del Consiglio Regionale.
Infine, il 14 gennaio 1992, è stata varata una terza giunta, guidata questa volta da Vinicio Turello, anch'egli democristiano, composta anch'essa da assessori di DC, PSI, PSDI e PRI.

### Tabella riepilogativa
| N. | Ritratto          | Ritratto        | Nome (Nascita-Morte)         | Mandato         | Mandato                          | Partito              | Giunta      | Composizione                     |
| -- | ----------------- | --------------- | ---------------------------- | --------------- | -------------------------------- | -------------------- | ----------- | -------------------------------- |
| 1º |                   |                 | Adriano Biasutti (1941-2010) | 8 luglio 1988   | 20 settembre 1989                | Democrazia Cristiana | Biasutti IV | DC (8)-PSI (5) -PSDI (1)-PRI (1) |
| 1º | 20 settembre 1989 | 14 gennaio 1992 | Adriano Biasutti (1941-2010) | Biasutti V      | DC (9)-PSI (4) -PSDI (2)-PRI (1) | Democrazia Cristiana |             |                                  |
| 2º |                   |                 | Vinicio Turello (1930-2013)  | 14 gennaio 1992 | 3 agosto 1993                    | Democrazia Cristiana | Turello     | DC (9)-PSI (4) -PSDI (1)-PRI (1) |